# Oedothorax
Oedothorax és un gènere d'aranyes araneomorfes de la subfamília Erigoninae, dins de la família Linyphiidae. Es poden trobar a la zona holàrtica i a l'ecozona afrotropical.
Aquestes aranyes són depredadores, les preses de les quals són petits insectes com psíl·lids i dípters.
Fou descrit per primera vegada per  A. Förster i Philipp Bertkau l'any 1883.

## Llista d'espècies
Segons The World Spider Catalog 12.0:
- O. agrestis (Blackwall, 1853) – Europa, Rússia 
  - Oedothorax a. longipes (Simon, 1884) – Suïssa
- O. annulatus Wunderlich, 1974 – Nepal
- O. apicatus (Blackwall, 1850) – Europa, Turquia, Rússia, Kazakhstan, Iran, Àsia Central, Xina
- O. banksi Strand, 1906 – USA (Alaska)
- O. biantu Zhao & Li, 2014 – la Xina
- O. bifoveatus Tanasevitch, 2017 – Malàisia (Borneo), Indonèsia (Java)
- O. cascadeus Chamberlin, 1949 – USA
- O. cheruthoniensis Domichan & Sunil Jose, 2021 – Índia
- O. collinus Ma & Zhu, 1991 – Xina
- O. cruciferoides Tanasevitch, 2020 – Nepal
- O. cunur Tanasevitch, 2015 – Índia
- O. dubius Caporiacco, 1935 – India (Karakorum)
- O. fuscus (Blackwall, 1834) – Açores, Europa, Nord d'Àfrica
- O. gibbifer (Kulczyński, 1882) – Europa
- O. gibbosus (Blackwall, 1841) (Espècie tipus) – Europa, Turquia, Rússia
- O. howardi Petrunkevitch, 1925 – USA
- O. japonicus Kishida, 1910 – Japó
- O. khasi Tanasevitch, 2017 – Índia
- O. kodaikanal Tanasevitch, 2015 – Índia
- O. limatus Crosby, 1905 – USA
- O. mangsima Tanasevitch, 2020 – Nepal
- O. meghalaya Tanasevitch, 2015 – Índia
- O. meridionalis Tanasevitch, 1987 – Rússia, Iran, Central Asia
- O. myanmar Tanasevitch, 2017 – Myanmar
- O. nazareti Scharff, 1989 – Etiòpia
- O. paludigena Simon, 1926 – Espanya, França (incl. Còrsega), Itàlia (incl. Sardenya), Albània, Grècia
- O. paracymbialis Tanasevitch, 2015 – Índia
- O. retusus (Westring, 1851) – Europa, Turquia, Rússia, Kazakhstan, Xina, Índia
- O. sexmaculatus Saito & Ono, 2001 – Japó
- O. sohra Tanasevitch, 2020 – Nepal
- O. stylus Tanasevitch, 2015 – Índia
- O. tingitanus (Simon, 1884) – Espanya, Marroc, Algèria, Tunísia
- O. trilineatus Saito, 1934 – Japó
- O. trilobatus (Banks, 1896) – USA, Canadà, Rússia (Kamtxatka)
- O. unciger Tanasevitch, 2020 – Nepal
- O. uncus Tanasevitch, 2015 – Índia
- O. uncus Domichan & Sunil Jose, 2021 – Índia